# Maskerad (opera)

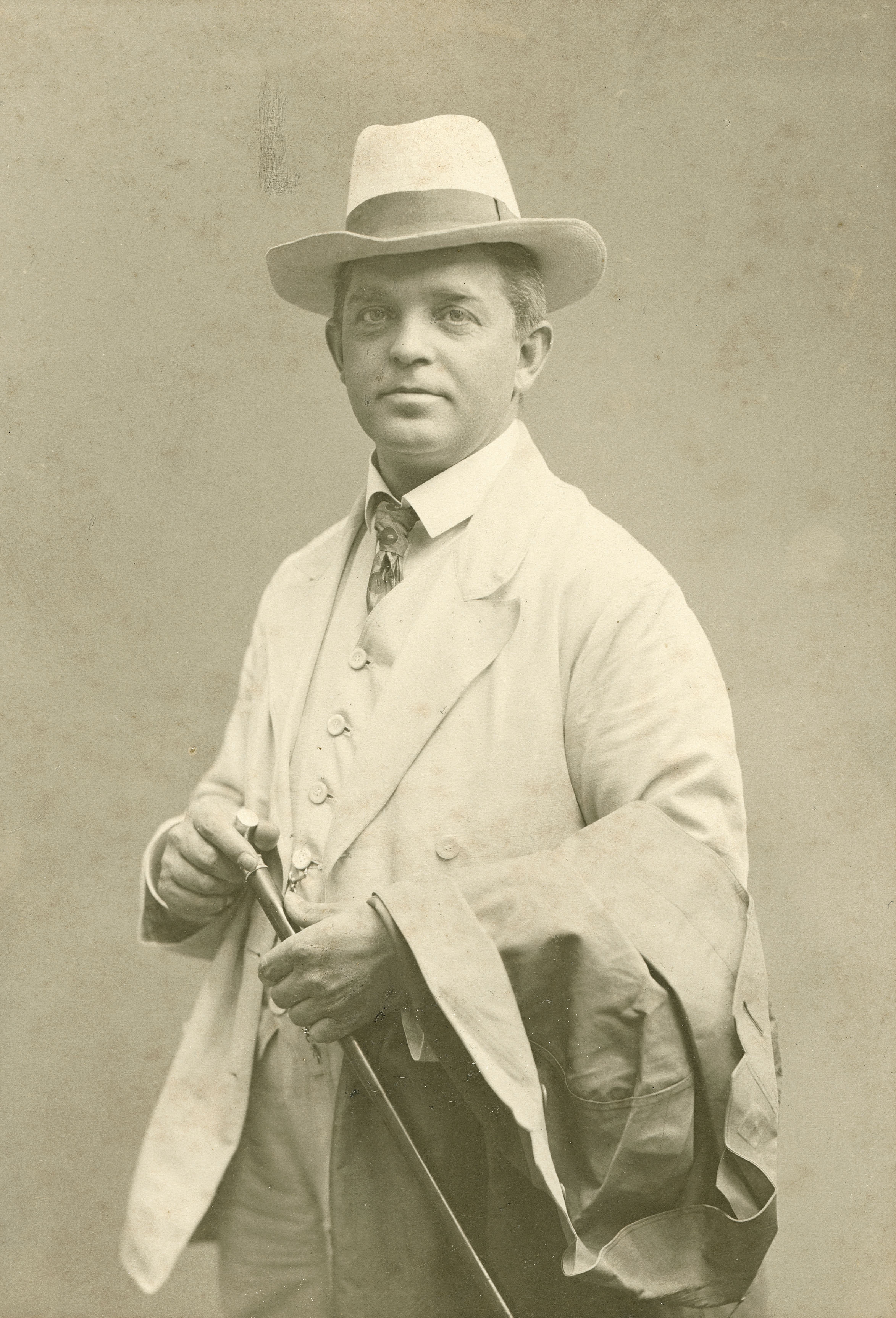
Carl Nielsen omkring 1910.

Maskerad (danska: Maskarade) är en opera i tre akter med musik av Carl Nielsen. Libretto av Vilhelm Andersen efter en komedi av Ludvig Holberg. 

## Historia
Planerna på att göra en opera buffa baserad på Holbergs Mascarade från 1724 möttes med förfäran i danska litterära kretsar. Men operan blev snabbt populär och överträffade därvid ursprungspjäsen. Nielsen var inte helt nöjd med operan, speciellt inte de två sista akterna, men någon omarbetning kom aldrig till stånd. Ouvertyren och baletten från den tredje akten uppförs ofta som orkesterutdrag. 
Operan komponerades 1904-1906 och uruppfördes på Det Kongelige Teater den 11 november 1906. Den svenska premiären ägde rum på Stockholmsoperan den 21 oktober 1978. Operan är fortfarande populär och en av de oftast framförda danska operorna.

## Personer
| Roll                                               | Stämma      |
| -------------------------------------------------- | ----------- |
| Jeronimus, borgare i Köpenhamn                     | basbaryton  |
| Magdelone, Jeronimus' hustru                       | alt         |
| Leander, Jeronimus' son                            | tenor       |
| Henrik, Leanders betjänt                           | baryton     |
| Arv, gårdskarl                                     | tenor       |
| Leonard, en herre från Slagelse                    | basbaryton  |
| Leonora, hans dotter                               | sopran      |
| Pernille, Leonora kammarjungfru                    | mezzosopran |
| En vaktmästare                                     | baryton     |
| En nattvakt                                        | bas         |
| Magister                                           | bas         |
| Maskeraddeltagare, studerande, flickor, officerare |             |

## Handling
Operan utspelar sig i Köpenhamn våren 1723. Leander och Leonora är två unga som träffas på en maskerad och lovar varandra evig kärlek. Nästa dag berättar Leander för sin tjänare om sin nya kärlek. Men han blir förtvivlad, då han påminns om att hans föräldrar lovat att han ska gifta sig med Leonards dotter, Leonora. Leonard beklagar sig hos Leanders far, Jeronimus, att hans dotter har förälskat sig i en person som hon har träffat på maskeraden. Efter olika förväxlingar avslöjas, att det var den maskerade Leonora som Leander träffade på maskeraden och tvärtom och därför kan allt sluta lyckligt.

## Inspelningar (urval)
- Maskarade. Hansen, Plesner,  Landy, Johansen, Sørensen, Bastian, Brodersen, Haugland. Radiokoret. DR Symfoniorkestret. Frandsen, dirigent. Dacapo (ADD) SACD 6.220507/8. 2 sacd.[1]